# Maranhão AC
Der Maranhão Atlético Clube, in der Regel nur kurz MAC oder Maranhão genannt, ist ein Fußballverein aus São Luís im brasilianischen Bundesstaat Maranhão.
Der Klub wurde am 24. September 1932 gegründet. Die Gründer waren Mitglieder des örtlichen Syrio Brasileiro. Aufgrund von Meinungsverschiedenheiten über die Führung des Vereins beschlossen sie die Gründung eines neuen Klubs.

## Erfolge
- Staatsmeisterschaft von Maranhão (17×): 1937, 1939, 1941, 1943, 1951, 1963, 1969, 1970, 1979, 1993, 1994, 1995, 1999, 2007, 2013, 2023, 2025
- Staatsmeisterschaft von Maranhão – 2nd Division: 2015, 2022
- Staatspokal von Maranhão: 1967, 1968, 1969, 1970, 1971, 1975, 1979, 1980, 1987, 1989, 2006, 2018

## Stadion

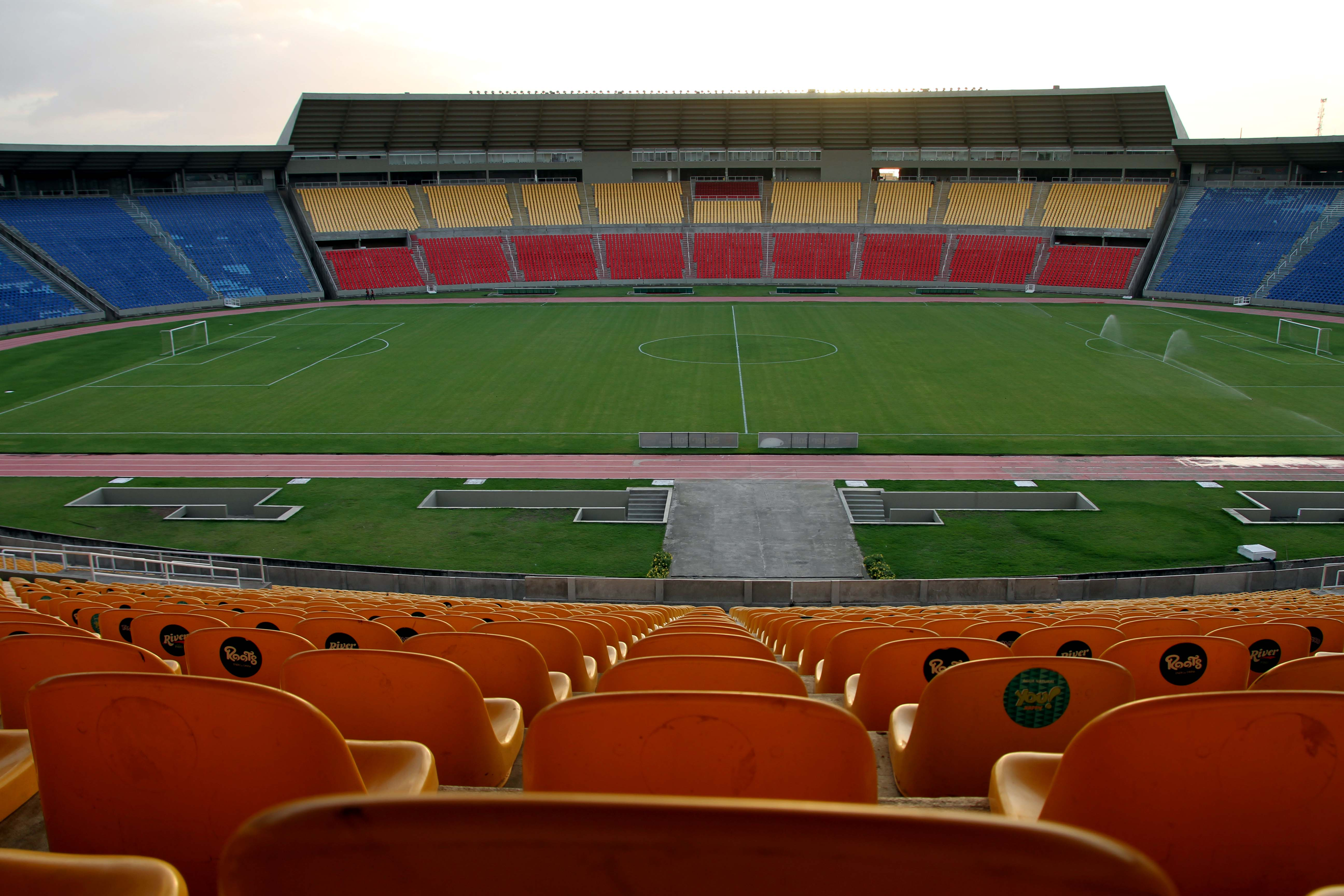
Estádio Governador João Castelo (Castelão)

Der Verein trägt seine Heimspiele im Estádio Governador João Castelo, auch unter dem Namen Castelão bekannt, in São Luís aus. Das Stadion hat ein Fassungsvermögen von ca. 40.000 Personen.

## Trainerchronik
Stand: August 2024
| Trainer            | Nation    | von               | bis                |
| ------------------ | --------- | ----------------- | ------------------ |
| Gaúcho             | Brasilien | 1. Januar 1988    | 31. Dezember 1988  |
| Arnaldo Lira       | Brasilien | 7. März 2014      | 18. April 2014     |
| Cleibson Ferreira  | Brasilien | 5. Februar 2017   | 2. September 2017  |
| Marcinho Guerreiro | Brasilien | 31. Dezember 2018 | 3. Februar 2019    |
| Sandow Feques      | Brasilien | 1. Januar 2019    | 1. Juli 2019       |
| Carlos Ferro       | Brasilien | 13. Juli 2022     | 14. September 2022 |
| Zé Augusto         | Brasilien | 20. August 2022   | 14. Mai 2024       |
| Gabriel Júnior     | Brasilien | 20. März 2024     | 22. März 2024      |
| Vinícius Saldanha  | Brasilien | 14. Mai 2024      |                    |